# Stepptanz

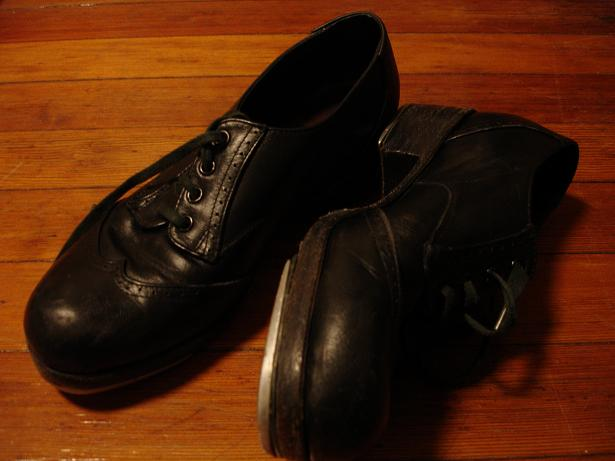
Stepptanz-Schuhe

Der Stepptanz wurde im 19. Jahrhundert in den USA entwickelt und ist heute weltweit bekannt. Mit je zwei Metallplatten, die haltbarer sind als die zunächst benutzten Holzsohlen, vorne und hinten an den Schuhen angebracht, werden beim Tanzen rhythmische Klänge erzeugt, die zum optischen Eindruck und zur Musik passen. Der Tänzer wird somit auch zum Perkussions-Musiker. Der englische Ausdruck dafür ist lautmalerisch Tap dance und der französische Claquettes.
| Schritte |
| --- |
| - step: Belasteter Schritt auf die Metallplatte des Fußballens - stamp: Belasteter Schritt mit dem ganzen Fuß, kraftvoller Schlag - stomp: Unbelasteter Schritt mit dem ganzen Fuß, kraftvoller Schlag - toe: Auftippen mit der Fußspitze - heel: Ton mit der Ferse erzeugen, während der Ballen belastet bleibt - ball oder tap oder touch: Unbelasteter Schlag mit der Metallplatte des Fußballens auf dem Boden - hop: Sprung auf einem Bein - leap: Sprung von einem Bein auf das andere - brush: Unbelasteten Fuß über den Boden „schleifen“ und dabei einen kurzen sauberen Ton erzeugen, nach vorne oder nach hinten, wird auch zur Seite ausgeführt - shuffle: Doppelton, unbelasteten Vorfuß vor und zurück über den Boden „schleifen“ (= brush vor und zurück) - flap: Doppelton aus dem fallenden Knie heraus ausgeführt, der lockere Fuß trifft mit dem Ballen auf den Boden, federt kurz zurück und ein step schließt die Bewegung ab - ball change: Doppelton aus einem unbelasteten und einem belasteten „step“, wirkt ein wenig wie Hinken wenn mehrfach langsam hintereinander ausgeführt. - scuff: Ferse nach vorne über den Boden schleifen, ergibt einen Schlag - dig: Ein Schlag, heel, kräftig, nach vorne - pull back: Zwei Schläge, der erste wird beim Zurückziehen des lockeren Fußes mit dem vorderen Eisen, auf dem man kurz zuvor noch stand, erzeugt, der zweite durch die Landung auf dem gleichen Eisen - pick up: Zwei Schläge, der erste wird beim Zurückziehen des Fußes, auf dem man auf der Ferse steht, mit dem vorderen Eisen erzeugt, der zweite durch die Landung des anderen Fußes |
| Schrittkombinationen |
| - cramp roll: Schrittkombination aus ball und heel mit vier Schlägen, der erste Schlag kann als flap (ergibt fünf Schläge) ausgeführt werden oder als shuffle step (ergibt sechs Schläge) - time step (single): shuffle hop step flap step - time step (double): shuffle hop flap flap step - time step (triple): shuffle hop shuffle step flap step - maxi ford: step shuffle leap toe - shim sham: shuffle step shuffle step shuffle ball change shuffle step |

## Geschichte
Der Stepptanz hat seine Ursprünge im späten 19. Jahrhundert. Er entstand im New Yorker Stadtteil Five Points, wo verschiedene ethnische Gruppen zusammenkamen und Wettbewerbe veranstalteten, um ihre besten Bewegungen vorzustellen. Es kam so zu einer Fusion von afrikanischem Shuffle oder Gummistiefel-Tanz und irischem, schottischem und englischem Step dance. Am einflussreichsten war der irische Jig. So entwickelte sich ein neuer amerikanischer Stil.
Der Stepptanz erlebte eine Blütezeit zwischen 1900 und 1955. Damals war Stepp der Hauptstil in den Shows am Broadway und im amerikanischen Varieté-Theater (Vaudeville). Auch die zu dieser Zeit sehr populären Big Bands engagierten oft Stepptänzer. Eine Zeit lang gab es auf den meisten amerikanischen Straßen Amateur-Stepper zu sehen und hören. Stepptanz war zu dieser Zeit quasi identisch mit Jazztanz, da Jazz die Musik war, zu der gesteppt wurde.
In den 1930er- bis 1950er-Jahren wechselten die besten Stepptänzer zu Film und Fernsehen.
Nach Deutschland kam der Stepp durch Egon Bier, der mit Fred Astaire steppen lernte. Er unterrichtete den Stepptanz als erster in seiner Tanzschule.
In den 1950er-Jahren änderte sich der Tanzstil in der Unterhaltungsindustrie. Rock ’n’ Roll und ein neuer Jazz-Tanzstil entwickelten sich. Jazztanz und Stepptanz entwickelten sich von da an parallel als eigene Stile weiter.
Mittlerweile wird einmal jährlich die Show- und Stepptanz-Weltmeisterschaft ausgetragen, die seit 1997 in Riesa ausgerichtet wird.
1988 und 1989 versetzte die US-amerikanische Choreographin und Sängerin Paula Abdul die Musikwelt in Staunen, als sie in den Musikvideos und Bühnenshows zu ihren drei Singles "(It's just) The way that you love me", "Straight up" und "Opposites attract" Stepptanz-Einlagen einbaute.
Ende der 1990er entwickelte sich in Russland X-Outing als „Straßenversion“ des Stepptanzes. Die Musikrichtung, zu der X-Outing hauptsächlich getanzt wird, heißt Drum and Bass.

## Berühmte Stepptänzer
- Fred Astaire (in einigen Filmen zusammen mit Ginger Rogers)
- Sammy Davis Jr.
- Vera-Ellen (zum Beispiel im Film On The Town zusammen mit Gene Kelly)
- Michael Flatley: bekannt geworden vor allem durch seine Tanzshows mit Riverdance, Lord of the Dance und Feet of Flames
- Savion Glover
- Gregory Hines (unter anderem Darsteller im amerikanischen Spielfilm Tap Dance 1989)
- Ruby Keeler
- Gene Kelly
- Evelyn Künneke
- Ann Miller
- Mai Thi Nguyen-Kim; Wissenschaftsjournalistin (u. a. MaiThink X – Die Show) und Stepptanz-Weltmeisterin mit den Penguin Tappers (2009)
- The Nicholas Brothers
- Donald O’Connor (zusammen mit Gene Kelly einige der berühmtesten Steppszenen in Singin’ in the Rain)
- Eleanor Powell
- Bill Robinson: bekannt auch als Bill „Bojangles“ Robinson, der Vater des modernen Stepptanzes, unter anderem auch mit der kleinen Shirley Temple
- Ginger Rogers
- Marika Rökk

## Schreibweise
Schreibung im Deutschen laut Duden: „Stepptanz“ (weil steppen mit zwei P geschrieben wird; die deutschsprachigen Stepptänzer bevorzugen jedoch die englische Schreibweise und bleiben bei „Steptanz“ – im Gegensatz zu „Steppdecke“)